# Ацано Дечимо
Аца̀но Дѐчимо (на италиански: Azzano Decimo; на венециански: Dassan, Дасан) е град и община в Северна Италия, провинция Порденоне, автономен регион Фриули-Венеция Джулия. Разположен е на 14 m надморска височина. Населението на общината е 15 811 души (към 2010 г.).